# Liubov Pàntxenko
Liubov Pàntxenko (nom complet: Liubov Mykhàilivna Pàntxenko, ucraïnès: Любо́в Миха́йлівна Па́нченко; poble de Iàblunka, districte de Butxa, RSS d'Ucraïna, ara óblast de Kíiv, Ucraïna, 2 de febrer de 1938 - Kíiv, 30 d'abril de 2022) va ser una artista visual, dissenyadora gràfica, brodadora i dissenyadora de moda ucrainesa. Participà en el moviment ucraïnès (dels dissidents) pels drets humans. Va ser membre de la Unió de Dones d'Ucraïna. Va pertànyer als Seixanters, un grup d'artistes dels anys seixanta que van fer revifar la cultura ucraïnesa durant el desglaç de Khrusxov.

## Biografia
La Liubov va néixer el 2 de febrer de 1938 al poble de Iàblunka, al districte de Butxa, prop de Kíiv. A finals de la dècada de 1950, es va llicenciar a l'Escola d'Arts Aplicades de Kíiv amb especialització en brodat, havent perdut dos anys per malaltia greu. Posteriorment, va treballar en un taller de sastreria experimental i alhora va ampliar els seus horitzons de coneixement de l'art, interessant-se pel linogravat. El 1968 va ingressar a la Facultat de Gràfica de l'Acadèmia Ucraïnesa d'Impressió (branca kievenca de l'Institut Poligràfic de Lviv) i es va llicenciar l'any següent. A la dècada de 1960 es va unir al Club «Contemporani» de Joves Creatius (Клуб творчої молоді «Сучасник») i es va convertir en membre de la seva secció literària, «Portal» (Брама, Brama). Va dissenyar cartells per a vetllades literàries del club utilitzant la font Narbut.
La Pàntxenko va treballar a l'Institut Tecnològic de Disseny i Enginyeria com a dissenyadora de moda i a la Casa Republicana de Models. En aquella època, el seu talent brillant va anar creixent: va crear una sèrie d'aquarel·les, models de roba, patrons de brodat, sobrecobertes per a llibres, i pintures. Molts dels seus treballs de brodat es van mostrar a la revista Dona soviètica.
Se sap que va defensar la llengua i la cultura ucraïneses. Va pintar els tradicionals ous de Pasqua (els píssanki), va brodar vestits nacionals per agrupacions corals i va recaptar diners per ajudar els presos polítics que complien condemnes per «agitació i propaganda antisoviètica». Amb la seva participació, a Kíiv es va recuperar la tradició de les nadales cantades de casa en casa (koliadki) i els pessebres vivents de teatre popular al carrer i les cases (els vertep).
La Pàntxenko va rebre el premi Vasyl Stus l'any 2001.
A causa de les evidents inspiracions populars ucraïneses de les seves obres, mai van ser exposades ni incloses en cap catàleg durant l'època soviètica. L'artista va sobreviure amb la moda i el brodat.
La Pàntxenko va morir a un hospital de Kíiv el 30 d'abril de 2022, després de l'alliberament de Butxa, a l'edat de 84 anys. Va morir de debilitament causat per la fam que va patir durant l'ocupació russa de Butxa, on ella vivia (vegeu Invasió russa d'Ucraïna del 2022).

## Exposicions i obres a col·leccions
El 1968 va participar en una exposició a Donetsk.
La primera exposició individual va tenir lloc l'any 1988 a la redacció de la revista Kíiv. Després de la independència d'Ucraïna, la redacció i el Museu dels Seixanters (a Kíiv), que acull més de 600 de les seves obres, van organitzar-ne unes exposicions més.
El 2008, el Museu Nacional de Literatura d'Ucraïna li va organitzar una exposició d'aniversari, quan feia 70 anys. Un activista dels drets humans i poeta de l'època va comentar: “Aquestes obres porten clarament el segell del geni. Ella viu al seu món, ens obre aquest món."
El 2014, al Museu Hruixevsky de Kíiv va presentar l'exposició "El meu món!".
Diverses de les seves obres van ser destruïdes durant l'ocupació de Butxa per les tropes russes el 2022, inclòs el collage Tristesa (Memòria) (1978).
Tot i així, unes 600 de les obres de la Pàntxenko s'exposen al Museu dels Seixanters de Kíiv, i altres es troben a col·leccions privades.